# Hoy se arregla el mundo
Hoy se arregla el mundo és una pel·lícula de comèdia dramàtica argentina de 2022 dirigida per Ariel Winograd. Narra la història d'un productor de televisió que descobreix que el seu fill no és seu i a partir d'això emprenen junts una cerca per a trobar al pare biològic. És protagonitzada per Leonardo Sbaraglia, Benjamín Otero, Charo López, Luis Luque, Natalia Oreiro, Martín Piroyansky, José Luis Gioia, Soledad Silveyra, Gerardo Romano i Gabriel Corrado. La pel·lícula es va estrenar a les sales de cinemes de l'Argentina el 13 de gener de 2022 per Walt Disney Studios Motion Pictures sota la distribució de Buena Vista International. Més tard, Netflix va adquirir els drets per a estrenar-la en la seva plataforma el 16 de març del mateix any.
Hoy se arregla el mundo és l'última pel·lícula estrenada sota el nom de Buena Vista International a Llatinoamèrica a principis de 2022, Disney Latin America va retirar la marca Buena Vista en aquesta region i va passar a dir-se Star Distribution..

## Argument
David "El Griego" Samarás (Leonardo Sbaraglia) és el productor general d'un popular talk xou anomenat Hoy se arregla el mundo, que està en decadència a causa de la baixa audiència. No obstant això, el major problema que se li presenta al Griego és quan la seva exdona Silvina (Natalia Oreiro) li revela, enmig d'una discussió, que ell no és el pare veritable de Benito (Benjamín Otero), el seu fill. Poc després d'això, Silvina mor accidentalment deixant una incògnita sense revelar. És a partir de llavors, que el Griego per comanda de Benito surten a buscar al seu pare biològic.

## Repartiment
- Leonardo Sbaraglia com David "El Griego" Samarás
- Benjamín Otero com Benito Lasarte
- Charo López com Yanina
- Luis Luque com Guido
- Martín Piroyansky com Cosentino
- José Luis Gioia com Atilio Pasolini
- Soledad Silveyra com Patricia
- Gabriel Corrado com Kiko
- Gerardo Romano com Juan Cruz Bordenave
- Mario Alarcón com Loco Maluco
- Diego Peretti com Billy
- Natalia Oreiro com Silvina Lasarte
- Florencia Dyszel com Débora
- Yayo Guridi com Héctor
- Mariano Saborido com Cernadas
- Lucas Di Rago com Laje
- Sebastián Arzeno com Gualo
- Elaine Adaime com Pastoriza
- Eugenia Alonso com Sara
- Camila Peralta com Agustina

## Recepció

### Comentaris de la crítica
La pel·lícula va rebre crítiques positives per part de la premsa. Guillermo Courau del diari La Nación va qualificar a la pel·lícula com a «bona» dient que Sbaraglia es destaca en oferir «una composició precisa i delicada» i que «és enormement disfrutable». Por la seva part, Ezequiel Boetti d'Otros cines va valorar les actuacions tant de Sbaraglia com d'Otero que van aconseguir construir un vincle que creix en emotivitat durant el transcurs del film. En una ressenya per Página/12, Diego Brodersen va puntuar a la cinta amb un 6 escrivint que «tot en la pel·lícula és correcte, molt professional, però en el camí les possibilitats de sorprendre són obturades per un format narratiu rígid que va devorant poc a poc la frescor». Gaspar Zimerman del periòdic Clarín va destacar les actuacions del duo protagonista (Sbaraglia i Otero) expressant que «tenen la química indispensable perquè aquest tipus de propostes funcioni» i que «la resta de l'elenc també ajuda a compensar els alts i baixos d'un guió amb alguns sots que li lleven ritme i fluïdesa a la narració».
D'altra banda, Edume Sarriegui d’Escribiendo Cine va ressaltar el treball de Winograd deixant en clar que el director «una vegada més li troba el gust a treballar amb nens i aconsegueix del petit protagonista frescor i simpatia per a superar situacions difícils i aconseguir el resultat amè que s'espera d'una comèdia» qualificant-la amb un 8. Ignacio Dunand del portal El Destape Web va conclure que «Hoy se arregla el mundo és emotiva i està ben feta, malgrat tenir un desenvolupament i tancament predictible».

### Taquilla
En la seva primera setmana de projecció, Hoy se arregla el mundo va ser vista per 44.648 persones aproximadament als cinemes de l'Argentina quedant en el quart lloc de les pel·lícules més vistes al país quedant per darrere de Spider-Man: No Way Home, Sing 2 i Scream 5. En la seva segona setmana, la pel·lícula va acumular 58.865 espectadors i en les seves últimes setmanes va tancar amb un total de 67.930 persones que van veure la cinta.

### Premis i nominacions
| Llista de premis i nominacions | Llista de premis i nominacions | Llista de premis i nominacions | Llista de premis i nominacions | Llista de premis i nominacions | Llista de premis i nominacions |
| Any                            | Organització                   | Categoria                      | Nominat/a(s)                   | Resultat                       | Ref(s)                         |
| ------------------------------ | ------------------------------ | ------------------------------ | ------------------------------ | ------------------------------ | ------------------------------ |
| 2022                           | Premis Sur                     | Millor actor revelació         | Benjamín Otero                 | Nominat                        | [ 15 ]                         |
| 2022                           | Premis Sur                     | Millor guió adaptat            | Mariano Vera                   | Nominat                        | [ 15 ]                         |
| 2023                           | Premis Cóndor de Plata         | Revelació femenina             | Charo López                    | Nominat                        | [ 16 ]                         |